# رومنسية ثيبا
رومنسية ثيبا (بالإنجليزية: Romance of Thebes)‏ هي موضوع أدبي تم عمل بحوث أدبية عنه بعدة لغات أخرى.

## باللغة الفرنسية
إن رومانسية ثيبا، عبارة عن قصيدة من نحو عشرة آلاف سطر يبدو أنها قائمة، ليس على ثايبيد ستاتشيوس، بل على اختصار لهذا العمل. وهذا الرأي يؤيده إغفال الحوادث والتفاصيل التي كان من الطبيعي أن تحفظ في أي تقليد لمدينة ثيبا، على الرغم من الظروف المتغيرة التي كانت تتألف منها القصيدة، وفي حين أن بعض التعديلات في نسخة ستاتيوس لا يمكن أن تكون بسبب اختراع صاحب البلاغ ولكنها تشير إلى أصل قديم.
كما في قصائد أخرى من نفس النوع، يتبنى اليونانيون أساليب الحرب الفرنسية و مروءة الفرنسية وقانون الفرنسيين لحب الفروسية. يرجع تاريخ روما إلى القرن الثاني عشر (C. 1150-55)، وهو مكتوب، ليس في مخطوطات الخطب العنيفة ل chansons de geste متحف تاريخ الفنون ‏ geste ، ولكن في مربع إيقاعية وقد عزا ذلك Benoît متحف تاريخ الفنون ‏ Sainte-Maure ؛ ولكن كل ما يمكن قوله هو أن طيبة كانت قبل رومان دي تروي، الذي كان بينوا صاحب البلثيبال ا شك.
كما يتم الحفاظ على هذه القفي العديد من الأعمال الفرنسية المنقحة، والتي يرجع أولها، الذي طُبع في القرن السادس عشر تحت اسم إديبوس، إلى السنوات الأولى من القرن الثالث عشر، والذي شكل في الأصل جزءاً من مجموعة من التاريخ القديم، من التاريخ القديم حتى عصر يوليوس قيصر. المجلد الأول من كتاب «هيستورو دي بول كروس ترادويتس» يحتوي على نسخة مجانية ومتضخمة من القصيدة باللغة الفرنسية

## من اللغة الإنجليزية
حصار مدينة ثيبا الذي ترجمه John Lydgate من النسخة الفرنسية المنقحه للقصيدة في عام 1420،  وكانت عبارة عبارة عن قصة مكملة كانتربيري Tale ، طبعها Wynkyn متحف تاريخ الفنون ‏ Worde نحو 1500 سطر.

## من اللغة الإنجليزية القديمة
عنوان القصيدة أيضا ربما اشتق من Ipomedon وبروثيزليس ، هناك مغامرتان رومانيتن كتبتا في نهاية القرن الثاني عشر من قبل Hue de Rotelande ، شاعر Anglo-Norman الذي عاش في مدينة Credenhill ، بالقرب من Hereforded . ويؤكد صاحب البلاغ أنه ترجم من كتاب اللغة اللاتينية أعاره لهGilbert Fitz-Baderon, رابعة lord of مونموث ، ولكنه في الواقع كتب عن شهامة الفرسان على شكل الاسطر المعتادة، وهي أسماء الشخصيات التي تستمد وجودها من العصور القديمة